# Sclerochilus gewemuelleri
Sclerochilus gewemuelleri är en kräftdjursart som beskrevs av Dubowsky 1939. Sclerochilus gewemuelleri ingår i släktet Sclerochilus och familjen Bythocytheridae. Inga underarter finns listade i Catalogue of Life.